# The Hero's Journey
 (juin 2016).
Si vous disposez d'ouvrages ou d'articles de référence ou si vous connaissez des sites web de qualité traitant du thème abordé ici, merci de compléter l'article en donnant les références utiles à sa vérifiabilité et en les liant à la section « Notes et références ».
 (juin 2016).
- Si vous ne connaissez pas le sujet, laissez ce bandeau (vous pouvez alors contacter les auteurs).
- Si vous supprimez le contenu mis en cause (vous pouvez préalablement contacter les auteurs),

argumentez précisément cette suppression dans la page de discussion
(un manque de référence n'est pas un argument ; une recherche réelle de référence doit avoir été effectuée, être formellement documentée).
The Hero's Journey (sous-titré The World of Joseph Campbell) est un film américain réalisé par Janelle Balnicke et David Kennard, sorti en 1987.
Il retrace la biographie de l'anthropologue et mythologue Joseph Campbell.

## Introduction
« Alors Galaad résolut qu'il serait déshonorant d'entreprendre sa quête en compagnie d'autres chevaliers. Il entrerait seul dans la forêt obscure, là où n'existait nul sentier. » (Joseph Campbell)
C'est sur ces paroles, traduites de l’anglais, que s'ouvre le film The Hero's Journey, un portrait autobiographique de Joseph Campbell. De son enfance à New York au début du XXe siècle aux dernières années de sa vie à Hawaï, le film révèle les épisodes marquants de sa vie et les influences qui ont orienté son destin. The Hero's Journey (L'Aventure du héros) est aussi le titre d’un livre, doté d’un index, dans les pages duquel il est possible de retracer la partie narrative, les dialogues et les images du film.

## L'Aventure du héros(The Hero’s Journey)
L'Homme et les mythes
Première scène : Campbell raconte comment Carl Jung, amené à se demander sur quelle mythologie sa vie état fondée, s'aperçoit qu'il ne le sait pas. Alors il décide de faire de la découverte de cette mythologie la tâche primordiale de sa vie.
Campbell, au cours d'une entrevue avec un journaliste qui tient le mythe pour un mensonge, constate que son interlocuteur ne sait pas ce qu'est une métaphore. À la radio, en direct, Campbell confond le jeune homme. Dieu, enchaîne Campbell, est une métaphore pour un mystère qui transcende absolument toutes les catégories de la pensée. La moitié de la population de la planète, affirme-t-il, croit que les métaphores sont des faits : ceux-là sont adeptes du théisme. L'autre moitié croit que ce ne sont pas des faits, et donc que ce sont des mensonges : ce sont les athées.
Autre scène : la cérémonie, présidée par James Hillman, de remise à Joseph Campbell de la National Arts Club Gold Medal of Honor. Richard Adams souligne l'influence de Campbell sur nombre d'artistes. James Hillman prononce le discours de présentation  du lauréat. Personne  au cours de ce siècle, déclare-t-il, ni Freud, ni Jung, ni Thomas Mann, ni Lévi-Strauss, ne nous a fait prendre conscience, comme l'a fait Joseph Campbell, de la dimension mythique du monde et de ses figures éternelles. Un jeune George Lucas affirme que la lecture de "The Hero with a Thousand Faces", puis d'autres livres de Campbell, a été déterminante dans l'écriture du scénario de Star Wars.  Et, ajoute-t-il, pour merveilleux que soient les livres de Campbell, ils ne peuvent rendre justice à l'esprit et au charme de l'homme.  
Sources de l'inspiration de Campbell
Très tôt dans sa vie, dès l’âge de 4-5 ans, Joseph Campbell est fasciné par les Indiens d’Amérique. Cela fait tout juste une génération que les guerres contre les Indiens ont pris fin. Son père l'amène, à 10 ans, voir le spectacle donné par Buffalo Bill et sa troupe au Madison Square Garden de New York. À la bibliothèque publique le jeune Joseph a lu tous les livres consacrés aux Indiens. Ce sont eux et non les cow-boys qui l'intéressent, eux qui exercent sur lui une profonde fascination. Il sait tout de leur mode de subsistance, de leurs coutumes, de leurs croyances, de leur mythologie. Les mythes indiens ne sont pas de banals récits. Il s'agit d'histoires symboliques destinées à aider les Indiens à accepter les dures réalités de la vie.
Les Indiens des Plaines sont des chasseurs. Leur principale source de nourriture est la viande de bison. Leurs vêtements sont faits de peaux de bête. Ils vivent, dit Campbell, sur une mer de sang. La mise à mort des animaux est une blessure infligée à la Nature. Tuer des animaux, qui sont sacrés, doit être suivi d'un rituel de réconciliation. C'est ce qu'illustre l'histoire que raconte Joseph Campbell, dont l'action se conclut par une alliance entre les bisons et les Indiens. Selon les termes de cette alliance, les bisons s'engagent à revenir chaque année, ils acceptent de se laisser sacrifier pour que leur chair nourrisse les Indiens. Mais une fois cela accompli ils seront ramenés, au cours d'une danse rituelle, enseignée aux Indiens par les bisons, à la vie.
C'est à cette époque, dit-il, que sa vie de « Scholar » a commencé.
Jeunesse, religion, science
Né à New York en 1904 dans une famille irlandaise catholique, Joseph Campbell grandit dans un milieu imprégné de religion catholique. C'est au cours de ses années d'études que naît, chez lui, le conflit entre le littéralisme de la doctrine de l'Église et le monde de la Science. Aux États-Unis, en 1925, le procès Scopes a un retentissement médiatique considérable. Toutefois, pour Joseph Campbell, il n'y a aucun conflit entre science et religion. Le rôle de la science est de présenter un tableau de l'Univers. Celui de la mythologie est de relier la vérité scientifique à l'acte de vivre sa vie. Une image mythologique qui requiert d’être appréhendée à travers un cadre rationnel ne marche pas. Le conflit, il existe entre la science d'il y a deux mille ans et la science d'aujourd'hui. Nous assistons, dit Campbell, à la concrétisation des symboles, à la réduction des symboles à des objets. Les deux exemples les plus parlants sont, pour lui, l'Immaculée conception et la Terre promise. Le premier ne concerne pas davantage la réalité physiologique de la conception que la seconde ne représente un territoire géographique.
Bouddhisme, hindouisme et christianisme
À 19 ans Joseph Campbell part en voyage pour l'Europe avec ses parents. Sur le bateau il fait la connaissance de Krishnamurti qui lui donne un livre sur le Bouddha. Il y découvre des histoires très semblables à celles qu'il connaît de par sa culture chrétienne.
Cette expérience contraint Joseph Campbell à une relecture des symboles mythologiques. Mais c'est la découverte des Upanishad, une version intellectualisée de la mythologie hindoue, qui constitue pour lui une révélation. Les divinités ne sont pas des êtres, mais des projections de pouvoirs psychologiques présents en nous. Les Bouddhas n'ont pas d'existence réelle. D'ailleurs personne, en Orient, n'y croit ; mais ils représentent (mot prononcé avec emphase) quelque chose.
Collège, mythe et art
À son retour aux États-Unis c'est l'époque des « Roaring Twenties ». Campbell reprend ses études à l’université Columbia. Lors d'un voyage à Hawaï il surfe avec le légendaire Duke Kahanamoku. Capitaine de l'équipe d'athlétisme de Columbia, il devient l'un des athlètes les plus rapides au monde sur la distance du demi-mille. 
En 1927, grâce à une bourse, il retourne en Europe pour étudier les romans arthuriens. À Paris il découvre, dans un grand palais d'exposition installé au Bois de Boulogne, les œuvres d'artistes qui n'ont pas pignon sur rue dans les grandes galeries parisiennes. Au nombre de ces artistes d'avant-garde, « bohémiens », Picasso, Matisse, Miro, Brancusi. Pour la première fois il découvre dans ces œuvres des motifs mythologiques primitifs qui l'avaient attiré auparavant, quand il était étudiant. Pour lui, qui vient de la bonne vieille Amérique rurale, c'est un choc. C'est là, dit-il, qu'a pris naissance son intérêt pour la mythologie.  
À Paris tout le monde n'en a que pour James Joyce et son livre Ulysse. Campbell n'y comprend rien. Il va voir l'éditeur de Joyce, Sylvia Beach, qui lui explique que Joyce, comme Picasso, fait appel à des thèmes mythologiques pour exprimer une vision moderne. C'est, pour Campbell, une révélation. Puis il découvre Carl Jung, le premier à avoir établi un lien entre rêves et mythes.  
Convaincu du parallèle entre rêve, mythe et art, Campbell repart pour New-York, où il arrive deux week-ends avant le krach de Wall Street. Il se présente à Columbia où il est toujours inscrit au doctorat. Profondément marqué par sa découverte de l'art moderne, il fait part à ses professeurs de ce qu’il ne voit plus le monde de la même manière. Non, non, répondent-ils, vous reprenez vos études là où vous les avez laissées en partant. Cela, pour Campbell, est hors de question. Alors il quitte Columbia. 
C'est la Grande Dépression. Pas de travail, pas d'argent. Avec l'aide financière de son père et grâce à ses propres économies - il a mis de côté de l’argent gagné alors que, étudiant, il jouait du saxophone dans un orchestre - il se retire dans les bois, à Woodstock, et là, pendant cinq ans, il lit du matin au soir ("... I read, and read, and read, and read ..."). Et alors qu'il a abandonné l'idée de se trouver du travail, il est invité à  se présenter à une entrevue au Sarah Lawrence College, un collège pour jeunes filles. Et il est engagé. Il enseignera là pendant 38 ans. À Sarah Lawrence l'idée est qu'il faut suivre les intérêts des étudiantes. Il y a des studios où Martha Graham enseigne la danse. Merveilleuse, merveilleuse école, s'exclame Campbell.
Perceval et le mariage
Ce sont des jeunes filles à qui Joseph Campbell enseigne. De ce fait, et par les questions qu’elles lui posent, il est amené à s'intéresser au point de vue féminin sur toutes sortes de sujets, en particulier l'amour et le mariage.
Campbell raconte l'histoire de Perceval (le Parzival de Wolfram von Eschenbach), un des chevaliers du roi Arthur, dont la quête l'amène un jour au château de la princesse Conduiramour. Pendant la nuit il l'entend pleurer. Elle le rejoint dans son lit. Et Wolfram précise qu'elle a revêtu son costume de guerre : une chemise de nuit transparente. Elle se confie à Perceval : le chevalier rouge, le plus grand roi de la contrée, veut s'emparer de mon château et me prendre pour femme. Je me jetterais plutôt dans le vide du haut de la plus haute tour, dit-elle. Pas de problème, dit Perceval, demain je le tuerai. 
Le lendemain le pont-levis est baissé et Perceval chevauche à la rencontre de l'adversaire. Le sénéchal de l'armée du roi désarçonne le Chevalier rouge. Perceval, le genou sur sa poitrine, lui tranche la tête. Le chevalier d'Arthur a tenu sa promesse et par là il s’est gagné une épouse. La nuit suivante, au château, Perceval et Conduiramour se retrouvent dans le lit conjugal. Mais cette nuit-là il ne se passe rien. Il ne la touche même pas. Perceval, le chevalier, ne sait rien des choses de l'amour. La nuit suivante, même chose. Et puis, la troisième nuit, il se souvient soudainement: « ... oh, ma mère m’a dit ... ». Et là, dit Wolfram, bras et jambes s'entrelacent et il arrive ce qui devait arriver.
Et Campbell d'expliquer pourquoi ceci représente quelque chose de complètement nouveau. Le mariage n'est pas, comme il l'a été jusque-là, arrangé par la famille, par le clergé ou par la société, il est le résultat d'une décision pleinement consentie entre deux individus qui s'aiment, qui se sont choisis. Le mariage, l'union des corps, vient concrétiser leur amour. Pas besoin de prêtre ou de fonctionnaire pour l'officialiser.
Le Héros aux mille visages
Campbell reçoit un jour une invitation, de la maison d'édition Simon & Schuster, à écrive un livre sur la mythologie. L'éditeur et lui conviennent d'un livre sur la manière de lire un mythe. Campbell signe un merveilleux contrat et se met à l'œuvre. L'écriture prendra « quatre ou cinq ans ». Le fruit de ce travail sera The Hero with a Thousand Faces, dont la traduction française sera publiée sous le titre Le Héros aux mille et un visages.
Le héros peut être un guerrier, incarnant force et courage, par exemple Jeanne d'Arc ; un explorateur, celui qui fonde des civilisations ; un philosophe, comme Socrate ; également un artiste (Picasso) ou un scientifique (Marie Curie, Robert Oppenheimer). Mais le parcours est essentiellement le même. Le héros est celui qui répond à un appel de l'aventure. Premier pas : le moment de la séparation. Cependant nul ne peut partir seul, chacun a besoin d'un mentor Obi-Wan Kenobi pour Luke Skywalker). Puis se présente le point de non-retour. Pour réussir son initiation le héros doit tuer le dragon, s'emparer du trésor ou sauver la princesse. L'épreuve ultime est celle où le héros doit affronter la mort. C'est là qu'il doit suivre l'intimation de son cœur, qu'il doit lâcher prise et s'en remettre à la Force. La scène à l'écran montre Luke Skywalker, aux commandes de son engin, Dark Vador à ses trousses, débrancher son système de guidage électronique pour s'en remettre à son instinct. Ses deux missiles atteignent leur cible et l'Étoile explose en un grandiose feu d'artifice.
Quelle merveilleuse puissance la machine peut vous donner! Mais la laisserez-vous vous dominer ? C'est de vous que doit venir la décision, sinon vous avez capitulé face au démon!
Ouvrir des portes
Si vous vous questionnez sur votre mythologie personnelle, vous pouvez, dit Campbell, vous demander à quel groupe vous vous identifiez. Il y a aujourd'hui tant de regroupements de toutes sortes, poursuivant des intérêts multiples, qu'aucune mythologie ne peut en rendre compte. Des systèmes mythologiques centrés sur des parties plutôt que sur le tout ne peuvent fonctionner. Notre époque, dit Campbell, en est une de moraines terminales (terminal moraines). Ne subsistent que les débris d'une époque révolue. Les mythologies qui ont permis l'édification de civilisations n'ont plus de prise sur une société éclatée, dispersée en groupes d'intérêts multiples. L'individu qui se donne pour tâche d'exalter sa vie à partir de lui-même, et non à partir de sollicitations extérieures, doit découvrir au fond de son être ce qui l’inspire, ce qui galvanise son propre cœur. Et, ajoute Campbell, je crois fermement que, quand vous suivez les intimations de votre cœur (when you follow your bliss) des portes vont s'ouvrir là où vous ne pensiez pas qu'il y avait de portes, et où il n'y aurait pas de portes pour quelqu'un d'autre que vous.
Dernière séquence : retour à la cérémonie de remise de la National Arts Club Gold Medal of Honor in Literature. Joseph Campbell se voit remettre sa médaille sous les applaudissements de l’assistance. Et c'est un Joseph Campbell avec des trémolos dans la voix qui prend la parole. Ce qu’il espérait en écrivant Le héros au mille et un visages, dit-il, c’était de donner au lecteur la clé du royaume des Muses, le lieu de résidence des mythes. Et il conclut en disant : savoir que mon travail a pu influencer des artistes me rend tellement fier, tellement fier de ce moment !

## Distribution
- Peter Donat : lui-même (voix)
- Joseph Campbell : lui-même
- Richard Adams : l'auteur britannique de Watership Down
- James Hillman : le psychologue
- George Lucas : lui-même